# ベンジャミン・バサースト (1711年生の政治家)
ベンジャミン・バサースト閣下（英語: Hon. Benjamin Bathurst、1711年8月12日 – 1767年1月23日）は、グレートブリテン王国の政治家。トーリー党に所属し、1734年から1741年までと1754年から1761年までの2度にわたって庶民院議員を務めた。

## 生涯
初代バサースト男爵アレン・バサーストと妻キャサリン（Catherine、旧姓アプスリー（Apsley）、1688年7月6日洗礼 – 1768年6月8日、サー・ピーター・アプスリーの娘）の長男として、1711年8月12日に生まれた。1725年7月1日にオックスフォード大学ベリオール・カレッジに入学、1728年5月18日にM.A.の学位を、1733年7月11日にD.C.L.の学位を修得した。1728年11月28日にエンサイン（歩兵少尉）としてコールドストリーム近衛歩兵連隊に入隊、1731年3月に軍務から辞任した。
1734年イギリス総選挙でトーリー党候補としてグロスタシャー選挙区から出馬、3266票を得て得票数2位で当選した。議会では常に野党に同調して投票したが、1741年2月の首相ロバート・ウォルポール不信任決議案では投票しなかった。1741年イギリス総選挙で出馬せず、議員を退任した。
1754年イギリス総選挙に先立つ1753年8月、サイレンセスター選挙区から出馬することを表明した。この立候補は父の支持を得ておらず、父はバサーストの弟ヘンリー・バサースト閣下を支持した。サイレンセスター選挙区で影響力を有するバサースト家とマスター家はともにトーリー党の家系だったが、1753年時点ではマスター家家長が8歳であり、マスター家の支持者はバサースト家が機に乗じて2議席を独占しようとしていると批判した。そのため、サイレンセスター選挙区でのトーリー党勢力が分裂してしまい、ホイッグ党所属のジョン・ドーネイ閣下はベンジャミン・バサーストと手を組んでヘンリー・バサーストやそれ以外の候補者を立候補辞退に追い込み、無投票で当選することに成功した。
2度目の議員期でもトーリー党の一員として行動、1761年イギリス総選挙をもって議員を退任した。
1763年5月7日よりOut-Ranger of Windsor Forestを務め、1765年7月に首相第2代ロッキンガム侯爵チャールズ・ワトソン＝ウェントワースにより解任されると、代償として年金500ポンドを受け取った。
1767年1月23日、父に先立って死去した。

## 家族
1732年11月26日、エリザベス・ブルース（Elizabeth Bruce、1796年11月5日没、第3代エイルズベリー伯爵チャールズ・ブルースの娘）と結婚したが、2人の間に子供はいなかった。